# کولویل (واشینگتن)
کولویل (به انگلیسی: Colville) شهری در شهرستان استیونس ایالت واشنگتن است که در سرشماری سال ۲۰۱۰ میلادی، ۴۶۷۳ نفر جمعیت داشته است.

## نگارخانه

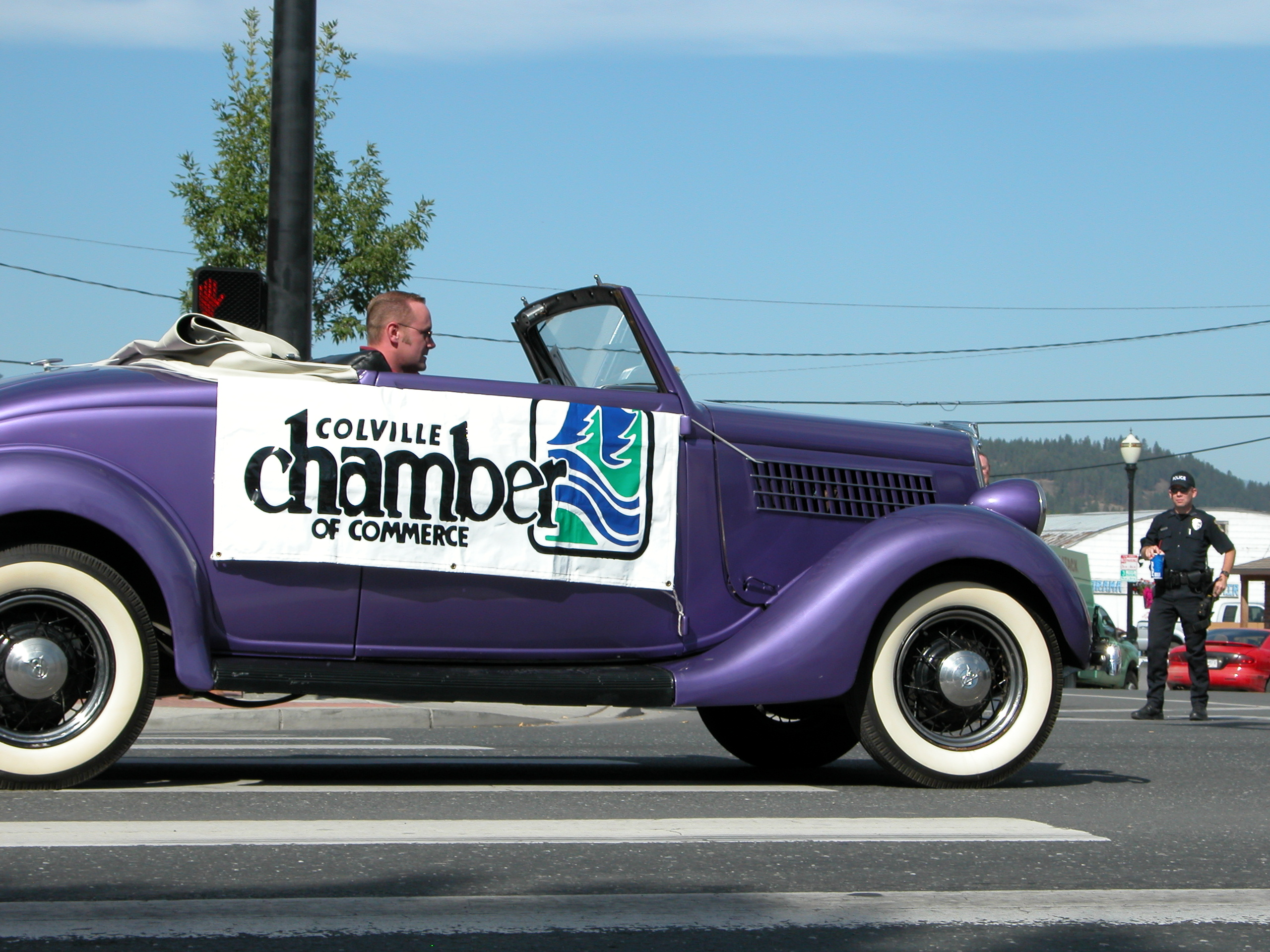